# Doryszów
Doryszów – przysiółek wsi Błotnica Strzelecka w Polsce położona w województwie opolskim, w powiecie strzeleckim, w gminie Strzelce Opolskie.
Były folwark ze stadniną koni.